# ロボット便座
ロボット便座とは、排泄後の尻を自動的に拭き取るロボット（介護ロボット）のことをいい、「お尻拭きロボット」、「臀部拭き取り装置」ということもある。
ロボット便座は、ウォシュレットと一緒に使用され、ウォシュレットによって洗浄されたお尻の水分等を、トイレットペーパーを取り付けたアームが拭き取るという構造を有するものが多い。

## 概要
ロボット便座には、主に以下のタイプがある。

### １．便座昇降タイプのロボット便座
便座昇降タイプのロボット便座では、便座昇降装置を利用して、便座を上昇させて、上昇した便座の下から、トイレットペーパーを取り付けたアームが露出して、お尻を拭き取る。

### ２．補高部タイプのロボット便座
補高部タイプのロボット便座では、便器と便座の上に、便座をかさ上げする補高部を設けて、補高部に設けられた隙間から、トイレットペーパーを取り付けたアームが露出し、お尻を拭き取る。

### ３．別給紙タイプのロボット便座
株式会社岡田製作所が国プロ（平成27年度「ロボット介護機器開発・導入促進事業（開発補助事業）」）にて開発したロボット便座が存在し、2016年10月12日～14日に開催された国際福祉機器展2016にて発表された。

ポータブルトイレタイプとして発表されているが、構造としては、紙を載せたガイドが便座の下の片側から露出し、アームが便座の下の別側から露出して、紙を押し上げて、水滴を拭き取るというものである。

アームと給紙とを、別々に分離したことが、過去のタイプとの大きな相違点である。

### ４．その他のロボット便座
株式会社日本アシストが開発したロボット便座βは、補高部を取り除いた構成となっている。

## ニーズ
岡田製作所が発表したアンケート結果によると、介護を受けている者の3割以上は自分でお尻が拭けないとされ、お尻を拭き取るロボットが介護現場で一定のニーズがあると判断されている。

## 特許状況

### 株式会社岡田製作所（大阪府豊中市）の特許
株式会社岡田製作所（大阪府豊中市）が、広範囲に特許権を取得している。

特許第4641313号
特許第5065467号
特許第4195076号
特許第5653148号
特許第5653544号

特許第5863080号
特許第5863081号
特許第5863082号
特許第5918918号

特許第5528961号
特許第5738624号
特許第5864695号
特許第5709177号

## ロボット便座特許権侵害事件
ロボット便座に関して、特許権侵害の裁判が行なわれていたが、株式会社岡田製作所から、2017年6月1日に、勝訴した旨のプレスリリースがなされている。
2020～2021年特許料不納ですべて抹消される。

## 開発会社

### 株式会社岡田製作所（大阪府豊中市）
株式会社岡田製作所が、「楽々きれっと」の商品名で、積極的に、ロボット便座の開発に取り組んでいる。

### 株式会社日本アシスト（大阪府大阪市）
株式会社日本アシスト（大阪府大阪市）が、「ロボット便座β」の商品名で、市場参入を試みている。

### 吉村學デザイン事務所（大阪府吹田市）
吉村學デザイン事務所（大阪府吹田市）が、公益財団法人テクノエイド協会の支援を受けて、ロボット便座の開発を試みている。

## 関連リンク
- 介護ロボット
- 便所
  - 便座
  - ウォシュレット